# Noush St. Preová
Nanoushka St. Preová (* 7. května 1983 Brooklyn) je bývalá americká zápasnice – judistka.

## Sportovní kariéra
S judem začínala v rodném Brooklynu v klubu haitského olympionika Parnella Legrose. V americké ženské judistické reprezentaci se pohybovala od roku 2000 v těžké váze nad 78 kg. V roce 2004 a 2008 neuspěla v americké olympijské kvalifikaci. Sportovní kariéru ukončila v roce 2010.

## Výsledky
| Turnaj                  | 2000       | 2001       | 2002       | 2003       |
| Turnaj                  | 19         | 20         | 21         | 22         |
| Turnaj                  | těžká váha | těžká váha | těžká váha | těžká váha |
| ----------------------- | ---------- | ---------- | ---------- | ---------- |
| Olympijské hry          | —          |            |            |            |
| Mistrovství světa       |            | úč.        |            | úč.        |
| Panamerické hry         |            |            |            | 5.         |
| Panamerické mistrovství | úč.        | 5.         | úč.        | 5.         |
| MS juniorů              | úč.        |            |            |            |